# Grundbuch- und Öffentlichkeitsregisteramt
Das Grundbuch- und Öffentlichkeitsregisteramt (GBOERA) führte im Fürstentum Liechtenstein die ihm gesetzlich zugewiesenen Register und Bücher, übt die ihm zugewiesene Aufsichtstätigkeit aus und erließ eigene Entscheidungen.
Ab dem 1. Februar 2013 wurde das Grundbuch- und Öffentlichkeitsregisteramt mit der Opferhilfestelle zu einem Amt für Justiz vereinigt.

## Gliederung und Aufgaben
Das liechtensteinische Grundbuch- und Öffentlichkeitsregisteramt war im Wesentlichen zuständig für (Art 2 GBOERA-G)
- die Führung des Grundbuchs,
- die Führung des Alpbuches (soweit nicht delegiert[3])
- die Führung des Öffentlichkeitsregisters (auch Handelsregister oder Firmenbuch), nunmehr auch in Liechtenstein Handelsregister,
- die Stiftungsaufsicht,
- Amtliche Treuüberwachungsstelle für Treuunternehmen (TrUG) und Aufsicht über Anstalten privaten Rechts,
- Eintragung eines Eigentumsvorbehalts (bis 30. September 2008).[4]

## Organisation
Art 78 Abs. 2 der Verfassung des Fürstentums Liechtenstein (LV) regelt, dass durch Gesetz oder kraft gesetzlicher Ermächtigung „bestimmte Geschäfte einzelnen Amtspersonen, Amtsstellen oder besonderen Kommissionen, unter Vorbehalt des Rechtszuges an die Kollegialregierung, zur selbständigen Erledigung übertragen werden“ können.
Das mit LGBl 136/2000 zum 1. Oktober 2000 vereinigte Grundbuch- und Öffentlichkeitsregisteramt war eine Amtsstelle der Landesverwaltung (Verwaltungsorganisationgesetz). Das Grundbuch- und Öffentlichkeitsregisteramt untersteht gemäß dem Ämterplan der liechtensteinischen Regierung (Ressort Justiz und der Aufsicht der Regierung selbst).
Die Zuteilung der Aufgaben, die Leitung sowie Stellvertretung werden von der Regierung mit Regierungsbeschluss näher geregelt.

## Leitung
Gemäß Art 8 StPV war der Leiter des Grundbuch- und Öffentlichkeitsregisteramts ein Angestellter mit Führungsfunktion im Sinne von Art 21 Abs. 3 StPG (Amtsstellenleiter).
Das Zeichnungsrecht des Leiters des Grundbuch- und Öffentlichkeitsregisteramt wurde von der Regierung mit Regierungsbeschluss näher geregelt.
Amtsstellenleiter des Grundbuch- und Öffentlichkeitsregisteramtes war Bernd Hammermann.

## Aufsicht und Disziplinarrecht
„Die Leitung des Grundbuch- und Öffentlichkeitsregisteramtes sowie die Führung des Grundbuches und des Öffentlichkeitsregisters unterliegen der Aufsicht durch die Regierung“. „Die Beamten und Angestellten des Grundbuch- und Öffentlichkeitsregisteramtes unterstehen der disziplinarrechtlichen Verantwortlichkeit nach dem Staatspersonalgesetz“.